# 俄亥俄鎮區 (密蘇里州密西西比縣)
俄亥俄鎮區（英語：Ohio Township）是位於美國密蘇里州密西西比縣的一個行政鎮區。

## 地方資料
俄亥俄鎮區的面積為154.44平方千米，當中陸地面積為142.60平方千米，而水域面積為11.84平方千米。根據2020年美國人口普查的數據，當地共有人口401人，而人口密度為每平方千米2.6人。